# Пертиле, Аурелиано
Аурелиано Пертиле (итал. Aureliano Pertile; 9 ноября 1885, Монтаньяна — 11 января 1952, Милан) — итальянский оперный певец, драматический тенор.  

## Биография
Учился в Падуе, затем в Милане. Дебютировал 16 февраля 1911 г. в Виченце партией Лионеля («Марта» Флотова). Одним из первых оперных актёров практиковал психологическое изучение создаваемого им образа. Зрители стали приходить на спектакли с его участием не только слушать оперу, но и наблюдать за актёром. Театр «Ла Скала», где он долго выступал, одно время даже прозвали театром Пертиле.
Репертуар Пертиле был обширен: «Риголетто», «Норма», «Паяцы», «Андре Шенье», «Адриенна Лекуврёр», «Манон Леско», «Аида», «Бал-маскарад», «Трубадур», «Кармен» и т.д. Ведущие композиторы Италии писали под него оперы. «Нет, не Джильи, нет, не Мазини, лишь Пертиле должен петь Нерона», — писал Масканьи в письме Тосканини. В итоге именно Пертиле исполнил заглавную роль в мировой премьере соответствующей оперы.
Приглашался и выступал во многих театрах, в том числе в Метрополитен-опере (Нью-Йорк) — «единственном месте, где за всю свою блестящую карьеру он не завоевал симпатий зрителей, а американские критики упорно его игнорировали, и лишь однажды появилась статья, в которой было замечено, что в Метрополитен-опере выступает один итальянский тенор, который „весьма неправильно поёт“» — где, впрочем, провёл всего один сезон 1921/1922 гг., выступив в нескольких спектаклях (среди которых «Борис Годунов» (партия Григория) с Ф. И. Шаляпиным в главной роли).
В последние годы Пертиле работал в основном в Риме, где в последний раз выступил в 1946 году в партии Нерона в одноимённой опере Арриго Бойто. Позднее время от времени давал концерты.

## Отзывы музыкантов
Пертиле был одним из предпочитаемых певцов и располагал исключительным уважением Артуро Тосканини. По мнению Пласидо Доминго, Пертиле был одним из немногих артистов своего времени, чей стиль не устарел и кто был бы полностью уместен на современной оперной сцене. Карло Бергонци, Франко Корелли в своём искусстве равнялись на образцовое исполнение Пертиле. Лучано Паваротти выделял Пертиле как наиболее показательного тенора школы веризма — воплощавщего чистейшие и важнейшие принципы творчества, непревзойдённо гармоничного и вдохновенного.
Альфредо Краус в интервью назвал его «величайшим тенором всех времён».